# John Woodward
Pour les articles homonymes, voir Woodward.
John Woodward est un médecin, naturaliste et géologue britannique, né le 1er mai 1665 à Derbyshire et mort le 25 avril 1728.

## Biographie
Il part à seize ans à Londres où il étudie auprès du docteur Peter Barwick (1619-1705), médecin du roi Charles II d'Angleterre (1630-1685). En 1692, il devient professeur de physique au Gresham College (une sorte d’équivalent au Collège de France). En 1693, il est élu membre de la Royal Society. En 1695, il devient docteur en médecine et en 1702 membre de l’École royale des médecins.
C’est durant ses études qu’il commence à s’intéresser à la botanique et à l’histoire naturelle. Durant des voyages à Gloucestershire, son attention est attirée par les nombreux fossiles de cette région. Woodward commence alors à en faire une grande collection, qui porte encore son nom. Ses observations sont consignées dans An Essay toward a Natural History of the Earth and Terrestrial Bodies, especially minerals, &c. (1695, réédité en 1702 puis en 1723). Cet ouvrage est suivi par Brief Instructions for making Observations in all Parts of the World (1696). Woodward est également l’auteur de An Attempt towards a Natural History of the Fossils of England (deux volumes, 1728 et 1729). Dans ces travaux, il démontre que la surface de la Terre est divisée en strate et que les coquillages que l’on y trouve proviennent bien de la mer ; mais ses théories concernant la formation des roches sont complètement erronées, au point de voir Buffon le critiquer plus tard en ces termes: "Je ne crois pas qu'il soit nécessaire que nous réfutions sérieusement des opinions sans fondement, surtout lorsqu'elles ont été imaginées contre les règles de la vraisemblance".
Il réalise un catalogue de sa collection de rochers, de minéraux et de fossiles très en avance sur son temps.
Il est enterré à l’Abbaye de Westminster.
Il décide que ses propriétés et des biens seront vendus après sa mort et l’argent ainsi récolté donné à l’université de Cambridge. Celle-ci aura à charge de trouver quelqu’un qui, pour cent livres par an, devra donner au moins quatre conférences sur des sujets traités dans ses recherches sur l’histoire naturelle de la Terre. Ainsi est née la chaire woodwardienne. Il lègue, à la même institution ses collections de fossiles qui seront conservés sous la responsabilité du conférencier. Ses collections forment le premier noyau du musée woodwardien de Cambridge. Elles sont aujourd’hui conservées dans le nouveau muséum Sedgwick.
Outre ses travaux en géologie, Woodward a réalisé d’importantes observations en physiologie végétale et est l’un des premiers à utiliser une méthode de culture en eau.